# Contea di Yutai
La contea di Yutai (鱼台县S, Yútái XiànP) è una contea della Cina, situata nella provincia dello Shandong e amministrata dalla prefettura di Jining.